# Villers-au-Bois
Villers-au-Bois település Franciaországban, Pas-de-Calais megyében. Lakosainak száma 610 fő (2022. január 1.). Villers-au-Bois Gouy-Servins, Acq, Camblain-l’Abbé, Carency, Mont-Saint-Éloi és Servins községekkel határos.

## Népesség
A település népessége az elmúlt években az alábbi módon változott:
| Lakosok száma | 561  | 558  | 572  | 568  | 583  | 599  | 614  | 611  | 610  |
|               | 2013 | 2015 | 2016 | 2017 | 2018 | 2019 | 2020 | 2021 | 2022 |